# Emil Holub
Emil Holub (ur. 7 października 1847 w Holicach, zm. 21 lutego 1902 w Wiedniu) – czeski przyrodnik, kolekcjoner i podróżnik.

## Biogram
Uczył się w gimnazjach w Pradze i Žatcu (do 1866 r.).
W 1872 r. jako absolwent praskiego fakultetu medycznego odbył pierwszą podróż do południowej Afryki, gdzie zdobywał środki utrzymania jako miejscowy lekarz w Kimberley. Stąd udał się w ramach trzech badawczych wypraw do wnętrza kontynentu. Zgromadzoną w trakcie podróży kolekcję przesłał do Pragi.
Największą wyprawę doprowadził do skutku w latach 1875-1877, kiedy przez Shoshongo i jeziora solne Makgadikgadi (czy Makarikari) doszedł do wodospadu królowej Wiktorii na średniej Zambezi. Stamtąd musiał zawrócić, bo zachorował na febrę tropikalną.
Po powrocie do ojczyzny (1879) opisał swoje przeżycia w książkach Eine Cultur-Skizze des Marutse-Mambunda Reiches (1879) i Sedm let v jižní Africe (1880).
Druga wyprawa (wraz z żoną Růženą, 1884-1887) miała za cel przebadać źródła Zambezi, Konga, przejść Afrykę z południa aż do Egiptu. Musiał się ograniczyć do badań średniego Kafue, lewego dopływu Zambezi. O wyprawie tej napisał książkę Druhá cesta po jižní Africe. Z Kapského města do země Mašukulumbů (1889-90).
Powrócił do Czech (1887) i w Wiedniu (1891) i w Pradze (1892) zorganizował afrykańską wystawę, która skończyła się stratą finansową. Organizował szereg wykładów, na przykład jako pierwszy zwrócił uwagę na malarstwo jaskiniowe Buszmenów.
Na 1889 r. planował nową wyprawę, a w 1894 r. otrzymał zaproszenie na cykl wykładów, lecz stan zdrowia pogarszał się i w 1902 r. w Wiedniu zmarł.